# Dorcopsulus macleayi
Dorcopsulus macleayi là một loài động vật có vú trong họ Macropodidae, bộ Hai răng cửa. Loài này được Miklouho-Maclay mô tả năm 1885.